# Могошешти (Арђеш)
Могошешти (рум. Mogoșești) насеље је у Румунији у округу Арђеш у општини Ведеа. Oпштина се налази на надморској висини од 320 m.

## Становништво
Према подацима из 2002. године у насељу је живело 74 становника, од којих су сви румунске националности.